# Тярлево (платформа)
Тя́рлево  — ликвидированный остановочный пункт (платформа) на разобранном перегоне Царское Село (Детское Село) — Павловск I

## История
Платформа была устроена по просьбе дачников деревни Тярлево к Правлению Царскосельской железной дороги в 1882 году.
До 1916 года поезда останавливались только в летний период с апреля по сентябрь. С 1916 года платформа перешла на круглогодичное обслуживание пассажиров.
В 1900 году платформа Тярлево перешла в ведение Московско-Виндаво-Рыбинской железной дороги.
В 1913-1914 годах был произведён капитальный ремонт перронов.
С 1921 года в составе Северо-Западных железных дорог
С 1929 года в ведении Октябрьской железной дороги
С 1940 года в составе Ленинградской железной дороги
18 сентября 1941 года деревня Тярлево была оккупирована немецко-фашистскими войсками. За годы войны платформа и перегон были разрушены и после войны не восстанавливались. Хотя железнодорожная ветка Царское Село — Тярлево — Павловск I указывалась на схемах до 1952 года.